# Esther Rofe
Esther Rofe   (Camberwell, 14 de març de 1904 - Kew, Melbourne, 26 de febrer de 2000) fou una música i compositora australiana.

## Biografia
Esther Rofe va néixer a Austràlia. Va estudiar piano i violí amb Alberto Zelman, Jr., Fritz Hart i A.E. Floyd i va aparèixer amb l'Orquestra Simfònica de Melbourne als 13 anys. Va entrar al Royal College of Music de Londres i va estudiar amb Gordon Jacob, Ralph Vaughan Williams i R.O. Morris.
Durant la Segona Guerra Mundial, Rofe va treballar a l'Australian Broadcasting Commission (ABC) i a la Unitat de Ràdio Colgate-Palmolive, a Sydney, on va començar a organitzar i compondre música. Rofe va començar a compondre per a ballet el 1943. L'Esther Rofe Songbook va ser publicat a Melbourne el desembre de 1999.
Rofe i la seva germana Edith es van traslladar a Southport on Rofe va viure i va treballar durant vint anys al costat del mar. Mai no es va casar, però va tenir un fill, Carden James Rofe. Carden. Carden va tenir dos fills: Hamer Rofe i Malcolm Rofe. Va morir el febrer del 2000 i Hamer Rofe i la seva ex esposa Cathy Rofe, Malcolm Rofe i la seva dona Christina Rofe van escampar les seves cendres al riu Lune a la badia de Southport. El premi Esther Rofe es va establir en honor seu a la Universitat de Melbourne a Austràlia.

## Honors i guardons
- 1993 Compositor d'honor a l'Escola de Conservatori de Música de la Universitat Monash.
- 1998 Premi de Ciutadà del Dia d'Austràlia de la ciutat de Boroondara.
- 1998 Esdevenir compositor representat a l'Australian Music Center (AMC).

## Obres
Rofe era coneguda pels seus ballets. Les obres seleccionades inclouen:
- Sea Legend (1943) ballet coreografiat per Dorothy Stevenson
- Terra Australis (1946) ballet coreografiat per Edouard Borovansky
- L'Amour enchantee (1950) ballet coreografiat per Martyn
- Mathinna (1954) ballet coreografiat per Martyn
- The Lake (1962) reelaboració de L'Amour enchantee per a televisió